# Merthyr Cynog
Merthyr Cynog est un village et une communauté du Powys, au pays de Galles.

## Géographie
Merthyr Cynog est situé dans le sud-ouest du Powys, dans le comté historique du Brecknockshire, à une quinzaine de kilomètres au nord-ouest de la ville de Brecon. Il se trouve dans la vallée de l'Ysgir (en), un affluent de l'Usk.
La communauté de Merthyr Cynog comprend aussi le hameau d'Upper Chapel / Capel Uchaf (en).

## Démographie
Au recensement de 2011, la communauté de Merthyr Cynog comptait 245 habitants.